# Maf Räderscheidt
MAF Räderscheidt, bürgerlich Martha Angelika Felicitas Räderscheidt, (* 20. Juni 1952 in Augsburg) ist eine deutsche Zeichnerin, Malerin und Performancekünstlerin.

## Leben
Räderscheidt ist die Tochter von Johann Paul Ferdinand Räderscheidt. Damit entstammt sie einer bekannten Kölner Künstlerdynastie, denn Marta Hegemann und Anton Räderscheidt sind ihre Großeltern.
Sie schloss ihr Studium an den Kölner Werkschulen als Meisterschülerin von Marianne Kohlscheen-Richter ab und machte vor allem durch kleinformatige Radierungen auf sich aufmerksam. In diesen fein und präzise gearbeiteten Arbeiten erschloss sie ein dichtes, erotisches Panoptikum mit winzigen Details, die Binnengeschichten erzählten. Seit den 1980er Jahren liegt der Schwerpunkt ihrer Arbeit auf Gemälden, Kohlezeichnungen, Performances und Installationen. 1981 bespielte sie eine Förderkoje auf der Art Basel. Von 1981 bis 1983 war sie Dozentin für zeichnerische Wahrnehmung im Fachbereich Kunst und Design an der FH Köln. Mitte der 1980er Jahre war sie Mitgestalterin der feministischen Zeitschrift Emma.
2000 veröffentlichte sie zusammen mit ihrem Mann, Stephan Everling, den Kriminalroman „Mitternachtsmosaik“ im Emons-Verlag. Von Juni bis September 2007 moderierte sie die erste Fernsehgalerie „Rheingalerie“ auf dem Kölner Lokalsender Center TV. Von März 2009 bis Oktober 2011 veröffentlichte sie auf ihrer Website in ihrem Daily Painting Blog „A Painting a Day keeps the Doctor away“ täglich ein neues Bild.
Martha Angelika Felicitas: MAF Räderscheidt lebt in Schleiden und ist seit 2009 Dozentin an der Internationalen Kunstakademie Heimbach. Von Oktober 2010 bis Juni 2012 betrieb sie ein öffentliches Atelier in Bad Münstereifel am Entenmarkt. Im März 2012 eröffnete sie in Schleiden den „Kulturschock“, ein öffentliches Atelier und Ausstellungshalle auf zwei Stockwerken in einem ehemaligen Krankenhaus, der im Dezember 2015 wieder geschlossen wurde. Im Januar 2017 wurde ihr der Horst-Konejung-Preis der Konejung-Stiftung: Kultur für 2016 verliehen. Ebenfalls 2017 veröffentlichte sie ihren Roman „Die Küsse der Farben“.

## Verlust und Neubeginn
Am 14./15. Juli 2021 wurde ihr Leben und das ihres Mannes durch die Aufmerksamkeit ihrer Hündin Aja in ihrem Wohnhaus in Schleiden gerettet. Ihr Lager und Geschäft in Gemünd wurde durch das Hochwasser der Olef bei der Flutkatastrophe im Juli 2021 überschwemmt und verwüstet. Dabei ging fast ihr Lebenswerk verloren, indem es weggeschwemmt oder durch den Schlamm beschädigt wurde; auch fast 500 Exemplare ihres neuen Buches waren vernichtet. Als sie der Situation gewahr wurde, brach sie in Schreien und Weinen aus. Ein Feuerwehrmann holte sie aus ihrem Schock mit der Frage, ob sie ihn zum Haus gegenüber führen könne; dort war eine Frau in Lebensgefahr. Aus ihrer Haltung, gerne zu sterben, wurde sie von ihrer Tochter geholt. Diese zog in ihre Nähe und machte einen heimlichen Facebook-Aufruf. Danach schenkten ihr die Firma Hahnemühle Druckpapier und Aquarellpapier, Unbekannte ließen ihr Aquarellfarben, eine Staffelei und vieles andere zukommen. Die uneigennützige Hilfe aus den Höhendörfern und von Helfern aus ganz Deutschland gaben auch ihr viel Kraft. Sie entschloss sich, „mit 70 nochmal von vorne anzufangen“. Seither malt sie jeden Tag und könnte „fünf Ausstellungen gleichzeitig bestücken.“
Wenige Wochen später eröffnete sie den „Fluchtpunkt“ in einem alten Kameradschaftshaus in Vogelsang.

## Ausstellungen
- 1976: Aquarelle und Radierungen, Performance und Happening, Galerie Wiegand, Köln
- 1979: Kölnischer Kunstverein, Fuchsfang zu Füßen der Fallenden, (Jahresgabe); Kestner Gesellschaft, Hannover, Stadtflucht, Radierung (Jahresgabe)
- 1980: Kölnischer Kunstverein, Mein Dom, Gemeinschaftsausstellung, Vorzugsausgabe “Von Männern erdacht, für Männer gemacht – mein Dom?”, Radierung, handkoloriert
- 1981: Art Basel 12, Stand 20131, Basel, Sexuelle Sensibilitäten leben in Spinnennetzen und Glashäusern, Rauminstallation mit Sounds von Zeus B. Held
- 1981: Müde Mätressen, Ausstellung, Rathaus Köln
- 1982: Nun, da mir nur eine Brust geblieben war, wurde ich unversehens zur Amazone, Frauenmuseum Bonn, Gemeinschaftsausstellung Spekulum
- 1984: Utopia, Gemeinschaftsausstellung, Frauenmuseum Bonn
- 1985: Köln-Kunst, Kunsthalle Köln, Gemeinschaftsausstellung, Kohlezeichnungen
- 1991: The other in you, The New York Museum at Binghamton, USA
- 1995: ART Cologne, Köln, Gruppenausstellung
- 2000: Bundespresseamt, Bonn, Ausstellung
- 2001: Kunstverein Bad Godesberg, Ausstellung
- 2009: A painting a day keeps the doctor away, tägliches Bild auf twitter.com, twitter-kuratierte Ausstellung
- 2012: „Sie sind jung und brauchen das Geld“, Ausstellung mit jungen Künstlern im Kulturschock Schleiden und der Innenstadt von Schleiden
- 2013: „Kunst im Fluss“, Schleiden
- 2015: „Wir kennen uns aus dem Wochenspiegel“, Schleiden, Kulturschock; „Die Angst der Geister in nächtlichen Gärten“, Prova Galerie, Linz a. R.
- 2016: BBK Düsseldorf, Präsentation Landtag Düsseldorf
- 2018: Galerie Augarde, Daun; Kunstverein „Clio“, Stadthalle Linz
- 2022: „Die Küsse der Farben“, Galerie Studio Novo, Köln, ab 18. Juni, ihrem 70sten Geburtstag.
- 2023: „Neue Bilder“, THEATRINO, Büllingen
- 2024: „Carte Blanche IX.“, Gruppenausstellung bis 7. April, Zinkhütter Hof, Stolberg; „Druckkunst 2024“, Gruppenausstellung, BBK Kunstforum, Düsseldorf

## Veröffentlichungen
- 2000: „Mitternachtsmosaik“, Emons-Verlag Köln, Köln-Krimi mit Stephan Everling
- 2010: „Eifel für Einsteiger“, Sutton-Verlag Erfurt, Illustrationen, mit Stephan Everling (Text)
- 2011: „Sauerland, Du Schöne“, Sutton-Verlag Erfurt, Illustrationen, mit Stephan Everling (Text)
- 2011: „Mein Land Rheinland“, Sutton-Verlag Erfurt, Illustrationen, mit Stephan Everling (Text)
- 2017: „Die Küsse der Farben“, Eifelbild-Verlag Daun
- 2017: „Wandervögel“, Eifelbild-Verlag Daun, Illustrationen, mit Stephan Everling (Fotos)
- 2022: "Die Nichtschwimmerin", Frauenzimmer-Verlag Laubach, Roman

## Publikationen
- 1987: Zwischen Pathos und Parodie, Tendenzen, Kunstmagazin, Köln, Bericht von Günter Dünkel